# Negu Sagarra
Negu Sagarra es el nombre de una variedad cultivar de manzano (Malus domestica) Está cultivada en la colección del Banco de Germoplasma del manzano de la Universidad Pública de Navarra con el N.º BGM013, ejemplares procedentes de esquejes localizados en Lecároz localidad de  Baztán, Navarra.

## Sinónimos
- "Manzana Negu Sagarra",[7][8]
- "Manzana de Invierno".[9][10]

## Características
El manzano de la variedad 'Negu Sagarra' tiene un vigor alto. El árbol tiene tamaño medio y porte erecto, con tendencia a ramificar baja, con hábitos de fructificación en ramos cortos y largos; ramos con pubescencia muy fuerte; presencia de lenticelas muy escasa; grosor de los ramos grueso; longitud de los entrenudos media.
Las flores son de un tamaño medio; con la disposición de los pétalos tangentes; color de la flor cerrada roja, y el color de la flor abierta 
blanco rosado; longitud de estilo / estambres iguales; punto de soldadura del estilo cerca de la base; Época de floración tardía, con una duración de la floración media. Incompatibilidad de alelos S2 S3 S9.
Las hojas tienen una longitud del limbo de tamaño medio, con color verde, pubescencia presente, con la superficie poco brillante. Forma del limbo es ovalado, forma del ápice apicular, forma de los dientes serrados, y la forma de la base del limbo redondeado. Plegamiento del limbo plegado, con porte horizontal; estípulas filiformes; longitud del pecíolo corto.
La variedad de manzana 'Negu Sagarra' tiene un fruto de tamaño grande, de forma globosa aplastada; con color de fondo verde blanquecino, con sobre color de importancia ausente, y una sensibilidad al "russeting" (pardeamiento áspero superficial que presentan algunas variedades) débil; con una elevación del pedúnculo no sobresale, grosor de pedúnculo medio, longitud del pedúnculo medio, anchura de la cavidad peduncular es grande, profundidad cavidad pedúncular media, importancia del "russeting" en cavidad peduncular media; profundidad de la cavidad calicina es media, anchura de la cavidad calicina es media, importancia del "russeting" en cavidad calicina débil; apertura de los lóbulos carpelares abiertos; apertura del ojo cerrado; color de la carne blanca; acidez débil, azúcar medio, y firmeza de la carne media.
Época de maduración y recolección media. Se usa como manzana de elaboración de sidra.

## Susceptibilidades
- Oidio: ataque fuerte
- Moteado: ataque débil
- Fuego bacteriano: ataque medio
- Carpocapsa: ataque fuerte
- Pulgón verde: ataque medio
- Araña roja: ataque débil[4][13]